# Filipa Lucemburská
Filipa Lucemburská (francouzsky Philippine de Luxembourg, nizozemsky Filippa van Luxemburg; 1252 – 6. dubna 1311) byla hraběnka henegavská, holandská a zeelandská.
Narodila se jako dcera lucemburského hraběte Jindřicha V. a Markéty, dcery Jindřicha II. z Baru. Byla pojmenována po babičce z matčiny strany. Roku 1270 byla provdána za Jana, syna henegavského hraběte Jana a po jeho boku se stala roku 1280 hraběnkou henegavskou a roku 1299 holandskou a zeelandskou. Svého manžela přežila o sedm let, zemřela na jaře 1311 a byla pohřbena po jeho boku v chóru františkánského kostela ve Valenciennes pod honosným náhrobkem z černého mramoru. 